# Ordway
Ordway é uma cidade  localizada no estado americano do Colorado, no Condado de Crowley.

## Demografia
Segundo o censo americano de 2000, a sua população era de 1248 habitantes.
Em 2006, foi estimada uma população de 1174, um decréscimo de 74 (-5.9%).

## Geografia
De acordo com o United States Census Bureau tem uma área de
2,0 km², dos quais 2,0 km² cobertos por terra e 0,0 km² cobertos por água.

## Localidades na vizinhança
O diagrama seguinte representa as localidades num raio de 32 km ao redor de Ordway.